# Орто-Токой
Орто́-Токо́й — селище міського типу розташоване в Іссик-Кульській області Киргизстану (з 1947 по 2012 рік — місто). Підпорядкований адміністрації міста Баликчи. У 1947 рік бiля селища разпачалося будівництво Орто-Токойського водосховища.
Розташований на правому березі річки Чуй. 20 км на південний захід від залізничної станції Баликчи. Населення - 495 осіб (2021), в основному працюють на обслуговуванні водойми.
Є середня школа, бібліотека, клуб, медпункт. Працюють відділи побутового обслуговування, торгові місця. 
Поруч з Киштаком розташоване Орто-Токойське водосховище.